# Коппе, Ханс-Петер
Ханс-Петер Коппе (нем. Hans-Peter Koppe; род. 2 февраля 1958, Лейпциг) — немецкий гребец, выступавший за сборную ГДР по академической гребле в конце 1970-х — начале 1980-х годов. Чемпион летних Олимпийских игр в Москве, серебряный и бронзовый призёр чемпионатов мира, победитель и призёр многих регат национального значения.

## Биография
Ханс-Петер Коппе родился 2 февраля 1958 года в Лейпциге, ГДР. Проходил подготовку в местном спортивном клубе при Немецком институте физической культуры (DHfK).
Впервые заявил о себе в гребле в 1975 году, выиграв золотую медаль в распашных рулевых восьмёрках на юниорском мировом первенстве в Канаде. Год спустя на аналогичных соревнованиях в Австрии одержал победу в зачёте безрульных четвёрок.
Благодаря череде удачных выступлений удостоился права защищать честь страны на летних Олимпийских играх 1980 года в Москве — совместно с командой гребцов, куда вошли Бернд Краус, Йёрг Фридрих, Ульрих Конс, Ульрих Карнац, Йенс Добершюц, Уве Дюринг, Бернд Хёинг и рулевой Клаус-Дитер Людвиг, победил в зачёте восьмёрок, опередив преследовавшую команду Великобритании почти на три секунды, и тем самым завоевал золотую олимпийскую медаль. За это выдающееся достижение по итогам сезона был награждён орденом «За заслуги перед Отечеством» в серебре.
После московской Олимпиады Коппе остался в составе гребной команды ГДР и продолжил принимать участие в крупнейших международных регатах. Так, в 1981 году он побывал на чемпионате мира в Мюнхене, откуда привёз награду бронзового достоинства, выигранную в программе безрульных четвёрок — в финале его команду опередили экипажи из СССР и Швейцарии.
В 1982 году выиграл серебряную медаль в восьмёрках на мировом первенстве в Люцерне, уступив здесь только экипажу из Новой Зеландии.
На чемпионате мира 1983 года в Дуйсбурге попасть в число призёров не смог, показав в безрульных четвёрках лишь четвёртый результат.
Рассматривался в качестве кандидата на участие в Олимпийских играх 1984 года в Лос-Анджелесе, однако Восточная Германия вместе с несколькими другими странами социалистического лагеря бойкотировала эти соревнования по политическим причинам. Вместо этого Коппе выступил на альтернативной регате «Дружба-84» в Москве, где стал серебряным призёром в рулевых четвёрках, пропустив вперёд экипаж из СССР.
По образованию — инженер-механик. Впоследствии работал в строительной индустрии консультантом по страхованию и финансированию.